# Bénech et Dumont
Bénech et Dumont est un duo formé par deux auteurs de chansons, Louis Bénech  et Ernest Dumont ; leur première collaboration date de 1912.

## Histoire
Bénech et Dumont ont fait leur entrée dans les dictionnaires de la chanson en 1972, dans l'ouvrage 100 ans de chanson française. Qualifiés de « Balzac de la chanson » par Raymond Legrand, le duo a produit en collaboration des chansons à succès dans de multiples registres : chansons réalistes (L'Hirondelle du faubourg, L'Étoile du marin) « rengaines en forme de valse-hésitation », sociales, romances, chansons exotiques sur un rythme de fox-trot (Riquita ou Nuits de Chine)…
L'un de leurs plus grands succès fut Lune d'amour écrit en 1918 et qui connut une immense postérité grâce à l'interprétation unique qu'en fit et qu'en fait encore Joseph Delporte[réf. nécessaire].

## Ré-éditions numériques
- Nuits de Chine, par Louis Lynel, Anthologie de la chanson française enregistrée 1920-1930 (disque 1922) (EPM 2007)
- Dans les jardins de l'Alhambra, par Jysor, Anthologie de la chanson française enregistrée 1920-1930 (disque 1923) (EPM 2007)